# Hamr (Šluknovská pahorkatina)
Hamr (německy Hammerberg) je kopec o nadmořské výšce 341 m nacházející se v Dolní Poustevně v Ústeckém kraji.

## Charakteristika
Vrch náleží ke geomorfologickému celku Šluknovská pahorkatina, jeho okrsku Šenovská pahorkatina a podokrsku Mikulášovická pahorkatina. Geologické podloží tvoří drobně až střednězrnný dvojslídý hybridní granodiorit, který v jižní části kopce střídá střednězrnný lužický granodiorit. Na severovýchodním svahu se nachází také glacifluviální písky a písčité štěrky. Půdní pokryv se převážně skládá z modální mesobazické kambizemě, kterou doplňují v menší míře kambizem dystrická a oglejená mesobazická. Jihovýchodní až jihozápadní úpatí sahá až k Lučnímu potoku a Sebnici, kolem západního pak protéká Phillipsflüsschen. Celý kopec tak náleží k povodí Labe a úmoří Severního moře. Převážná část kopce je zemědělsky využívána. Severovýchodně od vrcholu se nachází fotbalový stadion, na západním svahu zahrádkářská kolonie a sedlem mezi Hamrem a Gerstenbergem prochází železniční trať Rumburk–Sebnitz. Přes západní až jižní svah prochází česko-německá státní hranice.

## Galerie

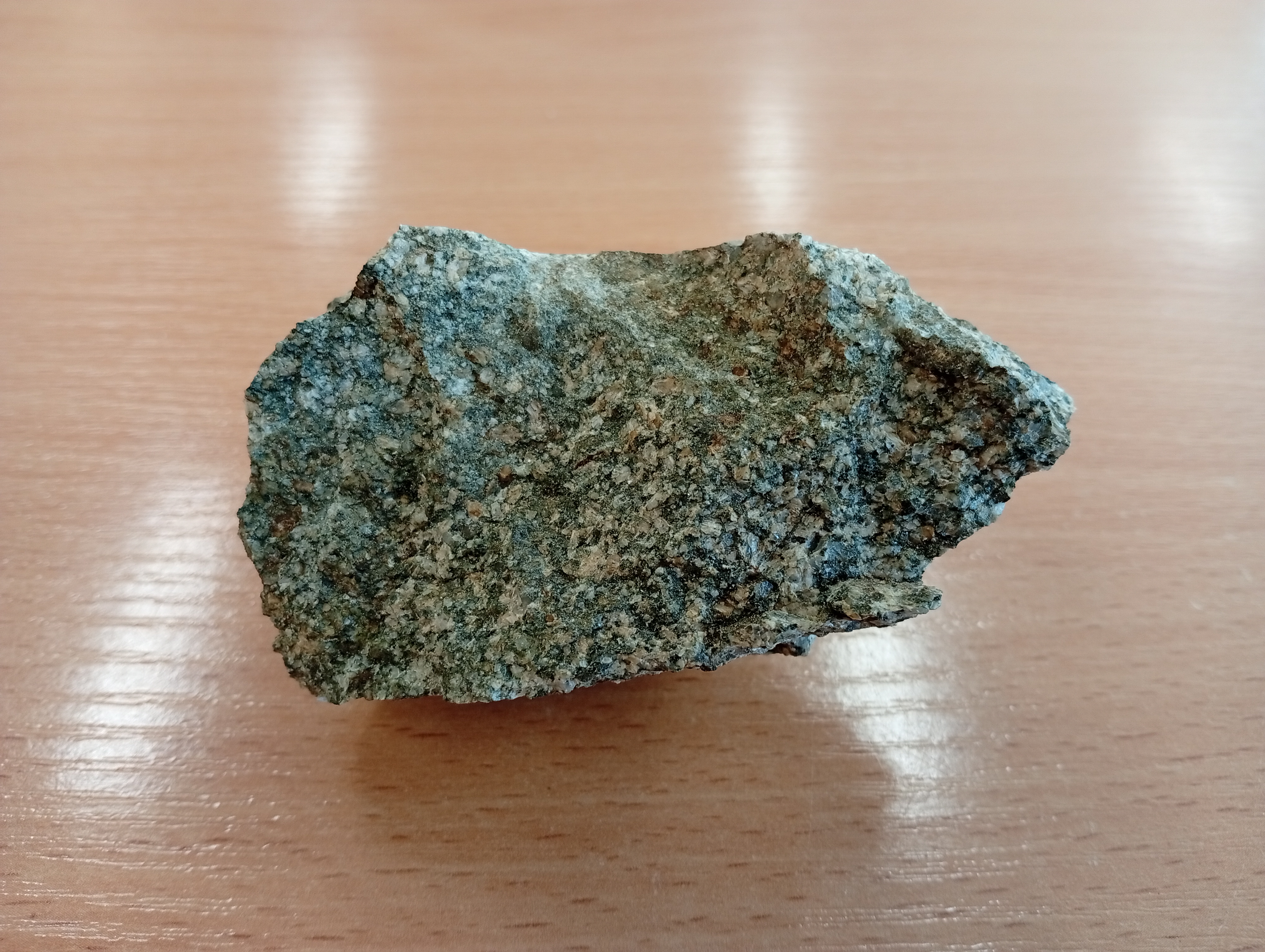
Dvojslídý granodiorit
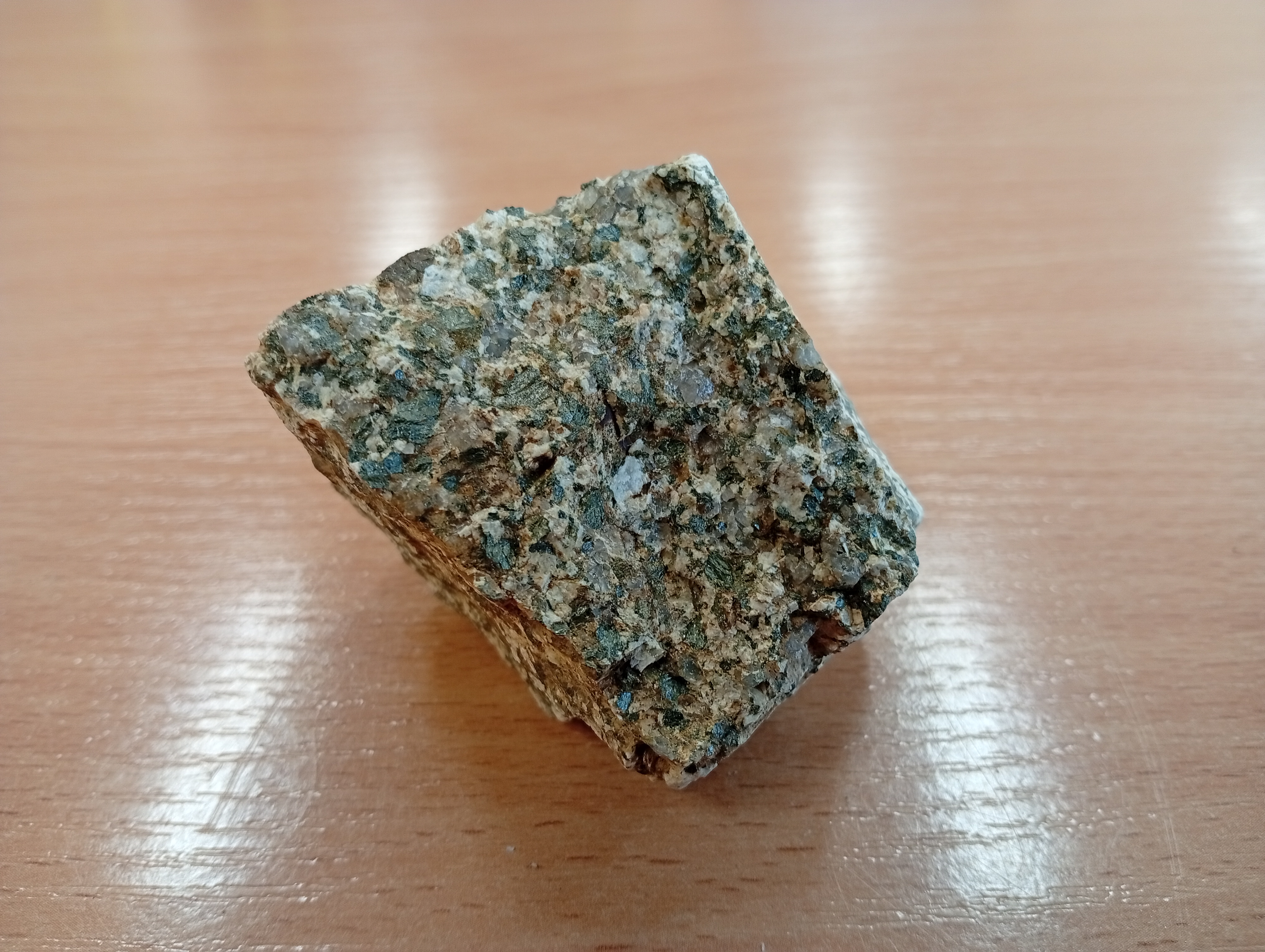
Lužický granodiorit